# Batracobdelloides indochinensis
Batracobdelloides indochinensis (лат.) — вид плоских пиявок (Glossiphoniidae).

## Название
Родовое название Batracobdelloides происходит от наименования близкого рода пиявок Batracobdella (латинский суффикс -oides имеет значение «близкий, похожий»), в свою очередь, происходящего от греческого βάτραχος «лягушка» и βδέλλα «пиявка» — Batracobdella является эктопаразитом лягушек.
Видовой эпитет indochinensis происходит от названия полуострова Индокитай (англ. Indochina Peninsula).

## Описание
Общая длина Batracobdelloides indochinensis составляет 4—7 мм, ширина 1—3 мм. Тело листообразное, уплощённое в спинно-брюшном направлении, с тремя продольными рядами сосочков конической формы. Края тела с мелкими зазубринами.
Окраска тела светлая, белая или слегка желтоватая, иногда с разбросанными хаотично светло-коричневыми пятнами, проходящими по передней трети тела. Брюшная сторона тела светлая, однотонная. На передней присоске могут быть различимы буроватые радиальные полосы.
Тело сегментированное, сегменты I—II слиты, сегменты III—IV состоят из двух колец, сегменты V—XXIV — из трёх колец, сегменты XXV—XXVII — из 1 кольца. Суммарно количество колец равно 68.
На переднем конце тела имеется две пары глаз, глаза передней пары практически полностью редуцированы и едва различимы между крупными глазами задней пары. Находятся на III сегменте.
Имеется мускулистый хобот. Желудок с 7 парами слабоветвистых карманов (отростков), задние карманы ветвятся, образуя по 4 отростка. Кишечник с 4 парами коротких карманов.
Гермафродиты. Имеются семенной и яйцевой мешки. Мужское и женское половые отверстия (гонопоры) разделены 1 кольцом (мужская гонопора расположена между XI и XII сегментами, женская — на XII сегменте). Семенных мешков 6 пар. Размножение ни разу не наблюдалось.

## Образ жизни
Batracobdelloides indochinensis обнаружена внутри мантийных полостей двустворчатых моллюсков Lamellidens ferrugineus, Lamellidens savadiensis, Trapezidens angustior и Trapezidens dolichorhynchus (семейство перловицы). Такого рода ассоциации не уникальны для этого вида — они показаны для нескольких других видов рода Batracobdelloides, а также родов Hemiclepsis и Placobdella.
Эктопаразит. Питается кровью рыб (показано питание на лягушковых клариевых сомах Clarias batrachus, а также на Oreochromis aureus).
Доподлинно неизвестно, в каких взаимоотношениях Batracobdelloides indochinensis находится с двустворчатым моллюском-хозяином. Авторы описания вида предполагают, что молодые особи могут питаться слизью и соками моллюска, однако процесс питания пока никто не наблюдал.

## Распространение
Обнаружена на территории Мьянмы в бассейнах рек Баго, Ситаун, Иравади и Салуин.

## Таксономия
Согласно молекулярным данным, наиболее близкая группа видов — Batracobdelloides conchophylus, Batracobdelloides hlaingbweensis и Batracobdelloides yaukthwa, также обладающая жизненным циклом, ассоциированным с обитанием в перловицах.